# Limitless (álbum)
Limitless Es el tercer álbum de estudio de la banda de rock australiano Tonight Alive, lanzado el 4 de marzo de 2016 a través de Sony Music Australia en Oceanía y Japón, Fearless Records en América del Norte y Easy Life Records en Europa. La producción en el álbum empezó en marzo de 2015. El álbum fue anunciado en octubre de 2015, junto con la publicación del primer sencillo "Human Interaction". La banda se embarcó en una gira mundial con Set It Off como soporte.

## Estilo musical
Según revisiones de música profesionales, Limitless es una salida de Tonight Alive de su anterior sonido pop punk, siendo descrito como pop rock por Blunt Magazine y Beat.com.au, así como rock alternativo por Pure Grain Audio.

## Recepción
El álbum ha recibido críticas mixtas ad revisiones. La banda está madurando su sonido y Jenna McDougall las letras han sido citadas como los puntos culminantes de la grabación. En una revisión muy positiva de Jade Falconer para Musicology escribió, "Con su último álbum que es tan oscuro, el más upbeat de Tonight Alive se muestra claramente que esta banda ha tenido tanto más para dar y su viaje es verdaderamente el principio justo." 

## Lista de canciones
| N.º | Título              | Escritor(es)                                      | Duración |  |
| 1.  | «To Be Free»        | Jenna McDougall Whakaio Taahi                     | 3:27     |  |
| 2.  | «Oxygen»            | McDougall Taahi                                   | 3:33     |  |
| 3.  | «Human Interaction» | McDougall Taahi David Hodges                      | 3:36     |  |
| 4.  | «Drive»             | McDougall Taahi Anthony Egizii David Musumeci     | 3:16     |  |
| 5.  | «How Does It Feel?» | McDougall Taahi, Hodges Camero Walker             | 3:29     |  |
| 6.  | «Waves»             | McDougall Taahi Bendeth Scott Christopher Stevens | 3:38     |  |
| 7.  | «Everywhere»        | McDougall Taahi Bob Marlette                      | 3:05     |  |
| 8.  | «Power of One»      | McDougall Taahi Hodges Ben Moody Steve Solomon    | 2:59     |  |
| 9.  | «I Defy»            | McDougall Taahi Hodges Solomon                    | 3:34     |  |
| 10. | «We Are»            | McDougall Taahi                                   | 3:59     |  |
| 11. | «The Greatest»      | McDougall Taahi                                   | 3:51     |  |

Japanese bonus tracks
| Japanese bonus tracks |                     |                                 |          |  |
| N.º                   | Título              | Escritor(es)                    | Duración |  |
| 12.                   | «Drive» (acoustic)  | McDougall Taahi Egizii Musumeci | 3:09     |  |
| 13.                   | «Oxygen» (acoustic) | McDougall Taahi                 | 3:39     |  |

## Personal
Tonight Alive
- Jenna McDougall – vocalista líder
- Whakaio Taahi – Guitarra líder, teclados
- Jake Hardy – guitarra rítmica
- Cam Adler – Bajo
- Mate Mejor – batería, percusión

Músicos adicionales
- David Hodges – piano on "Human Interaction" and "How Does It Feel?"
- Douglas Allen – keyboards, programming, effects, string arrangements
- Steve Solomon – keyboards, programmaing
- Brian Robbins – programming
- Greg Johnson – effects
- Koby Nelson – background vocals

Producción
- David Bendeth – producción, mezclando, arranger
- Esta noche Vivo – arreglos
- Jenna McDougall – dirección de arte
- Mitch Milán – digital editando, ingeniero, técnico de guitarra
- Koby Nelson – digital editando, ingeniero
- Brian Robbins – digital editando, ingeniero, mezclando ingeniero, espiritual advisor
- Steve Sarkissian – técnico de tambor
- Ted Jensen – mastering
- Thomas Russell – arte de cubierta
- Mitch Storck – Obra de arte, diseño
- Caballero de Jordania – fotografía
- Matty Vogel – Fotografía

## Listas
| Chart (2016) | Posición |
| ------------ | -------- |